# Фельдман Олександр Борисович
Олекса́ндр Бори́сович Фе́льдман (6 січня 1960 , Харків ) — український політик та громадський діяч єврейського походження. Народний депутат України IV, V, VI, VII, VIII та IX скликань. Член партії «Батьківщина» (2005—2011) і проросійської Партії регіонів. 2011 року перейшов із фракції БЮТ до Партії регіонів. Після 2014 року керував партією «Наш край», був головою її Харківської обласної організації. У парламенті IX скл. — член фракції забороненої проросійської партії ОПЗЖ. Президент «Українського єврейського комітету» (2008).

## Життєпис
Народився 6 січня 1960 року в Харкові; батько Борис Якович — голова ради засновників концерну «АВЕК та Ко»; мати Іда Лейбівна; дружина Валерія Володимирівна — радник Харківського міського благодійного фонду «АВЕК»; має двох синів.
1978—1980 роках проходив службу в лавах Радянської армії у військах ППО в Прикарпатському військовому окрузі в місті Стрий під Львовом, рядовим на посаді водія.
Трудову діяльність розпочав 1981 року в Харкові водієм АТП № 20102; працював: машиністом котельні спеціального проєктного і конструкторсько-технологічного бюра «Буддормаш», оббивальником меблів фірми побутових послуг «Веснянка», мотолеристом дитячого садка № 198, Харків. 1989—1990 — голова кооперативу «Ремонтник», Харків. 1990—1991 — начальник дільниці № 1 ВО «Сигма», Харків. 1991—1994 — директор приватної виробничо-комерційної фірми «Автоекспресконструкція» («АВЕК»). З 1994 — президент АТ «Концерн АВЕК і Ко», власник найбільшого у Харкові ринку «Барабашово».
2002 року, після перемоги на виборах, Фельдман передав управління концерном команді. У 2017 році інвестор Олексій Чернишов викупив частку в концерні, ставши керівним партнером і акціонером АВЕКа.
Депутат Харківської міськради (1998—2002).
Вищу освіту здобув у 2002 в 42 роки, отримавши диплом Харківського національного університету за фахом «Фінанси та кредит».

### Депутатська діяльність

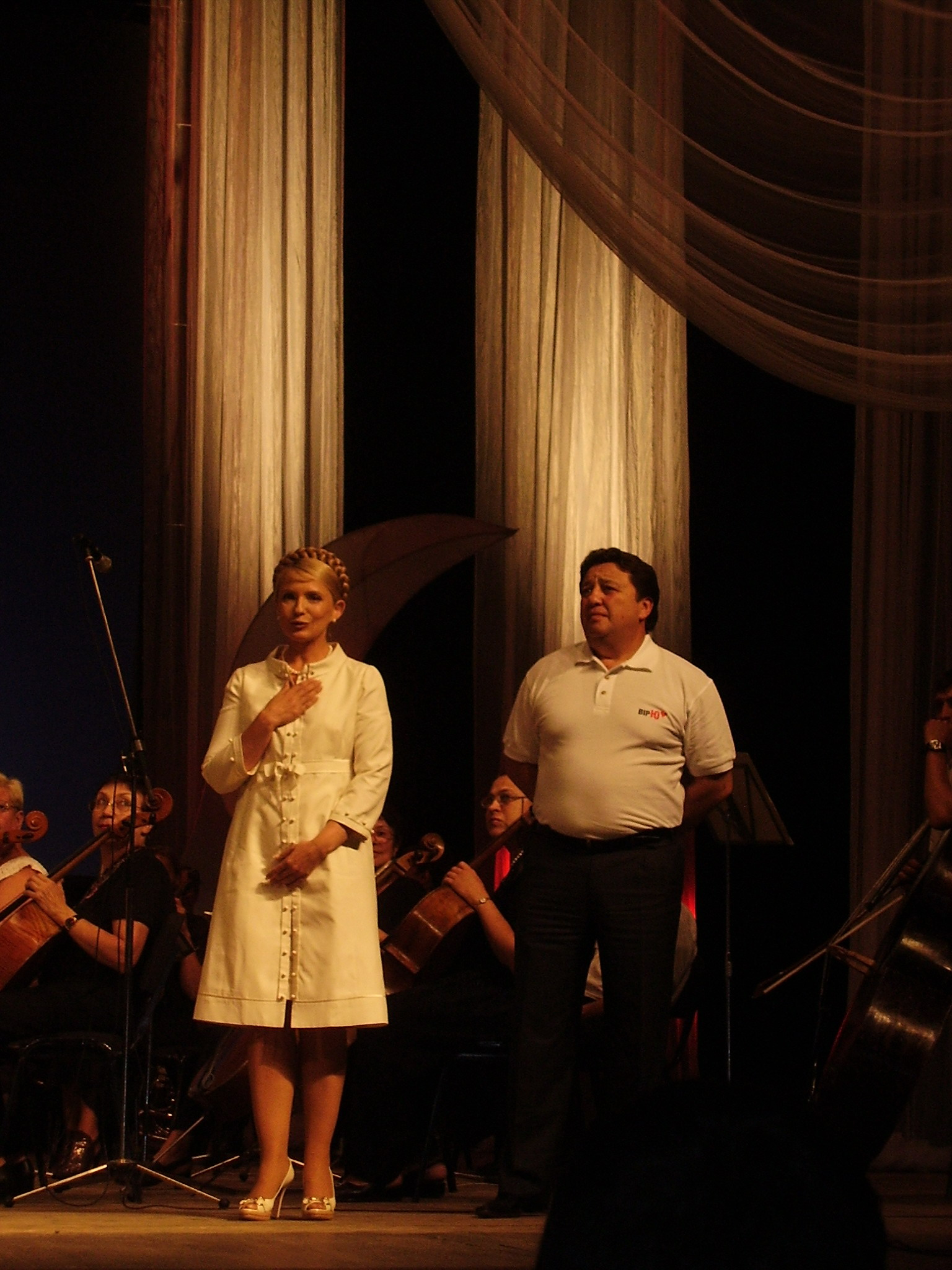
Юлія Тимошенко і Фельдман у великій залі ХАТОБу. 29 серпня 2007

Народний депутат України 4-го скликання з квітня 2002 по квітень 2006 рік, в.о. № 175 Харківської області, самовисуванець, на час виборів: безпартійний, президент АТ «Концерн АВЕК та Ко» (Харків). Член лояльної до президента Леоніда Кучми фракції «Єдина Україна» (травень — червень 2002), член групи «Демократичні ініціативи» (червень 2002 — травень 2004 р.), член групи «Демократичні ініціативи Народовладдя» (травень — вересень 2004), член групи «Демократичні ініціативи» (вересень 2004 — червень 2005 р.), позафракційний (16–23 червня 2005). Довірена особа кандидата на пост Президента України Віктора Януковича в ТВО № 177 (2004—2005). Після перемоги Віктора Ющенка на президентських виборах 2004 року вступив у фракцію Блоку Тимошенко (з червня 2005 р.), член Комітету у справах, пенсіонерів, ветеранів та інвалідів (з червня 2002).
Народний депутат України V скликання з квітня 2006 по червень 2007 від Блоку Тимошенко, № 43 в списку. Голова підкомітету з питань корінних народів, національних меншин та етнічних груп Комітету з питань прав людини, національних меншин і міжнаціональних відносин (з липня 2006 р.), член фракції «Блоку Юлії Тимошенко» (з травня 2006 р.). Був одним з ініціаторів розпуску Верховної Ради для усунення уряду Віктора Януковича, склав депутатські повноваження 15 червня 2007 року.
2007—2012 рр. Народний депутат 6-го скликання від Блоку Тимошенко, № 43 в списку. Голова групи з міжпарламентських зв'язків з Державою Ізраїль.
Після перемоги Януковича на президентських виборах 2010 року привітав призначення Михайла Добкіна губернатором Харківщини, і залишив лави партії «Батьківщина», звинувативши її в українському націоналізмі. З 16 березня 2011 року — член керівної Партії регіонів.
2012—2014 рр. Народний депутат 7-го скликання, обраний по виборчому округу № 174 Харківська область. Був членом депутатської фракції Партії регіонів. Працював головою підкомітету з питань соціальних програм державного бюджету Комітету Верховної Ради України з питань бюджету. Голосував за Закон України «Про засади державної мовної політики», відомий як «Закон Ківалова-Колесніченка», який пізніше Конституційний Суд визнав неконституційним і таким, що втратив чинність. в січні 2014 року підтримав диктаторські закони, антидемократичні ініціативи для придушення протестів під час Революції гідності.
2014—2019 рр. Народний депутат 8-го скликання, обраний як самовисуванець по округу №174 в Харківській області. Входив в парламентську групу «Воля народу».
У 2015 році балотувався до Харківської обласної ради першим кандидатом від партії «Наш Край» за 174 округом (м. Харків).
Народний депутат IX скликання, обраний як самовисуванець по округу №174. Секретар комітету з питань екологічної політики та природокористування (з 29 серпня 2019 року). У 2019-2022 входив до фракції ОПЗЖ, після її заборони - до депутатської групи "Відновлення України".
Кандидат у мери Харкова на виборах 25 жовтня 2020 року.

### Громадська діяльність
1997 року очолив Єврейський фонд України.
1999 року став президентом Асоціації національно-культурних об'єднань України.
2005 року обраний Віце-президентом Міжнародної Ради Єврейських Парламентарів від країн СНД і Євразії.
2006 року став засновником Міжнародного центру толерантності — міжнародного фонду із захисту прав людини та боротьби з проявами екстремізму, ксенофобії і політичного радикалізму.
У 2007 році став членом Ради Лідерів «Центру Симона Візенталя» і членом Британського Королівського Інституту міжнародних відносин.
У 2008 році став президентом «Українського єврейського комітету» — неурядової організації, до складу якої входять українські політики і бізнесмени, діяльність яких декларована, як зміцнення україно-ізраїльської дружби, захист прав євреїв в Україні і допомога Ізраїлю.
Співголова партії «Наш край».
У 2017 році обраний членом правління міжнародної організації «Релігії за мир» — пацифістської організації зі штаб-квартирою в Нью-Йорку, яка має консультативний статус при ЮНЕСКО, ЮНІСЕФ та Економічній і соціальній раді при ООН.
З 2018 року — президент Всесвітнього відкритого фонду реабілітації та реінтродукції тварин (WOFARR).
Фельдман представляє Україну у «Всесвітній міжпарламентській коаліції з боротьби з антисемітизмом», заснованій у 2009 році під патронатом прем'єр-міністра Великої Британії. До Коаліції входять понад 130 парламентарів, які представляють США, Канаду, Велику Британію, Європарламент.
Олександр Фельдман також є одним із засновників і представником від України в «Організації співіснування» (Coexistence trust), створеної в 2005 році за ініціативи Принца Йорданії Хасана Бін Талала та Лорда Джаннера (Велика Британія). У цей час членами цієї організації є 120впливових політичних діячів з 54 країн світу.
Фельдман — автор Закону України «Про спеціальний статус м. Харків», який передбачав створення в місті вільної економічної зони та присвоював спеціальний політико-економічний статус місту. Крім того, в проєкті Закону передбачалось приділення особливої уваги соціальній сфері міста та створення в Харкові унікальних соціальних установ. Співавтором соціального блоку законопроєкту був громадський діяч Каплін Євген Володимирович, який запропонував створити в Харкові Єдиний центр соціальної співдії (комунальний соціальний центр-розпорядник), центри планування сім'ї та вільного відповідального батьківства та соціальні гуртожитки. Проєкт був обговорений в широких колах профільних працівників та громадських діячів. В обговоренні законопроєкту також брав участь політолог Карасьов Вадим Юрійович. Наприкінці 2008 законопроєкт був внесений до Верховної Ради групою депутатів-харків'ян, але так і не знайшов підтримки.

### Критика СБУ
У липні 2008 р. Фельдман як голова й організатор російськомовної правозахисної організації «Український єврейський комітет», заявив, що в списку організаторів Голодомору оприлюдненому СБУ 2006 року не вказано імена Григорія Петровського, Власа Чубаря, В. Приходька, Миколу Скрипника та інших осіб, які займали високі посади в тогочасному керівництві УРСР і додав, що таким чином СБУ намагається покласти відповідальність за Голодомор і репресії на латишів та євреїв. У відповідь директор Архіву СБУ Сергій Кокін у інтерв'ю BBC назвав ці закиди безпідставними і підкреслив, що СБУ подало документи в такому вигляді, в якому вони зберігалися в архівах.

### Критика
У серпні 2020 року став одним із ініціаторів подання до Конституційного Суду щодо відповідності Конституції низки положень антикорупційного законодавства. 28 жовтня КСУ оприлюднив скандальне рішення, згідно з яким скасовується відповідальність за недостовірне декларування та саме електронне декларування.
Прогулює засідання ВРУ. Зокрема у 2019—2020 роках відвідав 60 % засідань ради, відповідно до даних електронної реєстрації.
Займався неособистим голосуванням.
Аналітики Громадського руху ЧЕСНО знайшли порушення щодо фінансової звітності Харківського обласного осередку партії «Наш Край» співголовами якої є нардепи-кнопкодави Антон Кіссе та прогульник Олександр Фельдман.
22 липня 2025 року голосував за закон України 12414 який був ухвалений з порушенням Регламенту Верховної Ради України та підпорядкував НАБУ та САП Генеральному прокурору і викликав масові протести.

## Нагороди
- 1999 — Золотий орден Миколи Чудотворця «За примноження добра на Землі»
- 2000 — Орден Української Православної Церкви «Різдво Христове 2000» і Преподобного Нестора Літописця
- 2002 — Орден «За заслуги» III ступеня[32]
- 2003 — Спеціальна медаль Французької Республіки «За відданість справі захисту прав людини»
- 2004 — Орден «За заслуги» II ступеня
- 2007 — Орден «За заслуги» I ступеня[33]
- 2011 — Орден князя Ярослава Мудрого V ступеня[34]
- 2013 — «Почесний громадянин Харкова»[35].
- 2008 — Патріарх Єрусалимський Теофілос III нагородив Фельдмана орденом «Святогорбского братства».[36]
- Срібна медаль Національної академії наук України «За сприяння розвитку науки»[37].

## Бізнес
В рейтингу журналу Focus.ua найзаможніших людей України 2012 року посідав 42 позицію з оцінкою статків в $375,0 млн
За 2020 рік Фельдман задекларував подарунок від матері, Іди Фельдман, на 99 млн грн, що стало найбільшим грошовим подарунком від родичів, які депутати показали за той рік. У пресслужбі депутата заявили, що мати Фельдмана отримала гроші як спадок після смерті батька Олександра, Бориса Фельдмана, і подарувала частину грошей сину.

## Скандали
У лютому 2019 року Фельдман поскаржився до правоохоронних органів, що люди в соцмережах залишають коментарі з погрозами його та членам його сім'ї та здійснять протиправні дії щодо тварин, які перебувають в «Екопарку»

## Виноски
1. ↑  http://w1.c1.rada.gov.ua/pls/radac_gs09/d_index_arh?skl=4
2. ↑  http://w1.c1.rada.gov.ua/pls/radac_gs09/d_index_arh?skl=5
3. ↑  http://w1.c1.rada.gov.ua/pls/radac_gs09/d_index_arh?skl=6
4. ↑  http://w1.c1.rada.gov.ua/pls/radac_gs09/d_index_arh?skl=7
5. 1 2  http://www.assembly.coe.int/nw/xml/AssemblyList/MP-Details-EN.asp?MemberID=5812
6. ↑  http://w1.c1.rada.gov.ua/pls/site2/p_deputat?d_id=5542
7. 1 2  Фельдман Олександр Борисович. LB.ua. Процитовано 6 липня 2022.
8. ↑  Биография. Олександр Фельдман (укр.). Процитовано 18 липня 2018.
9. ↑  Александр Фельдман: «Я многому научился за время службы в армии. А главное — умению терпеть и ждать» (рос.). Процитовано 18 липня 2018.
10. ↑  Добкін заявляє, що Фельдман може спати спокійно
11. ↑  Фельдман: Добкин — оптимальная кандидатура на посту губернатора[недоступне посилання]
12. ↑  Ліга Досьє
13. ↑  Ще один екс-соратник Тимошенко вступив до Партії регіонів
14. ↑  Офіційний портал Верховної Ради України. itd.rada.gov.ua. Архів оригіналу за 18 вересня 2020. Процитовано 31 липня 2021.
15. ↑  Що відомо про кандидата в мери Харкова Олександра Фельдмана: головне. РБК-Украина (рос.). Процитовано 1 жовтня 2020.
16. ↑  Офіційний портал Верховної Ради України. itd.rada.gov.ua. Архів оригіналу за 29 вересня 2020. Процитовано 18 липня 2018.
17. ↑  Офіційний портал Верховної Ради України. w1.c1.rada.gov.ua. Процитовано 26 червня 2024.
18. ↑  Рада затвердила перелік, склад та керівництво усіх комітетів парламенту IX скликання. Повний список.
19. ↑  Офіційний портал Верховної Ради України. w1.c1.rada.gov.ua. Процитовано 26 червня 2024.
20. ↑  Харьковский нардеп стал членом правления организации "Религия за мир". www.segodnya.ua (рос.). Процитовано 18 липня 2018.
21. ↑  В Україні почав роботу Всесвітній відкритий фонд реабілітації та реінтродукції тварин. Олександр Фельдман (укр.). 7 травня 2018. Процитовано 18 липня 2018.
22. ↑  Еврейскому комитету не понравилось, что среди организаторов Голодомора оказалось многовато евреев [Архівовано 2008-07-26 у Wayback Machine.] // obkom.net.ua. — 2008. — 25 июля. (рос.)
23. ↑  СБУ відкидає етнічну відповідальність за голодомор // BBC Ukrainian. — 2008. — 25 липня.
24. ↑  «Чекисты, чекисты, кругом одни чекисты»: СБУ настаивает, что евреи вполне заслуженно попали в список организаторов Голодомора [Архівовано 2008-07-26 у Wayback Machine.] // obkom.net.ua. — 2008. — 25 июля. (рос.)
25. ↑  Хто ці люди. Повний список 47 народних депутатів, за зверненням яких КС ухвалив скандальне рішення щодо декларацій. nv.ua (укр.). Процитовано 8 грудня 2021.
26. ↑  КС скасував е-декларації, незаконне збагачення та ще низку антикорупційних норм – ЗМІ. Українська правда (укр.). Процитовано 8 грудня 2021.
27. ↑  Офіційний портал Верховної Ради України. w1.c1.rada.gov.ua. Процитовано 8 грудня 2021.
28. ↑  ЧЕСНО. knopkodavy.chesno.org. Процитовано 8 грудня 2021.
29. ↑  Зерницький, Руслан (29 серпня 2018 р.). Офшори і гроші лідерів “Нашого краю” на Харківщині.
30. ↑  Патока, Марія (22 липня 2025). Хто з нардепів голосував за законопроєкт про ліквідацію незалежності НАБУ та САП. Суспільне | Новини (укр.). Процитовано 24 липня 2025.
31. ↑  Стеценко, Сергій (27 липня 2025). «Вирішили «хакнути» систему, але не вийшло»: як влада «встрягла» в історію з НАБУ і САП та що буде далі?. Радіо Свобода (укр.). Процитовано 28 липня 2025.
32. ↑  Указ Президента України від 26 лютого 2002 року № 194/2002 «Про відзначення державними нагородами України працівників підприємств, установ та організацій Харківської області»
33. ↑  Указ Президента України від 20 листопада 2007 року № 1123/2007 «Про відзначення державними нагородами України»
34. ↑  Указ Президента України від 1 грудня 2011 року № 1094/2011 «Про відзначення державними нагородами України з нагоди 20-ї річниці підтвердження всеукраїнським референдумом Акта проголошення незалежності України 1 грудня 1991 року»
35. ↑  Добкин и Фельдман стали почетными харьковчанами. 23 серпня 2013. Процитовано 18 липня 2018.
36. ↑  О. Фельдман нагороджений орденом Золотого хреста за заслуги в зміцненні діалогу між світовими религиями[недоступне посилання з липня 2019] (рос.)
37. ↑  О. Фельдман нагороджений медаллю Національної академії наук України «За сприяння розвитку науки»[недоступне посилання з липня 2019] (рос.)
38. ↑  200 самих заможних людей України. Архів оригіналу за 29 жовтня 2012. Процитовано 3 листопада 2012.
39. 1 2  Депутат ОПЗЖ Фельдман пояснив, звідки мати взяла майже 99 мільйонів гривень йому для подарунку. Радіо Свобода (укр.). Процитовано 24 квітня 2021.
40. ↑  Анастасия Невмирич (11 лютого 2019). Уничтожат имущество и навредят родным: нардеп из Харькова пожаловался на угрозы. NewsRoom. Процитовано 1 травня 2019. (рос.)